# المقاتل النهائي: بطولة الأبطال النهائية
المقاتل النهائي: بطولة الأبطال النهائية (بالإنجليزية: The Ultimate Fighter: Tournament of Champions)‏ المعروف أيضًا باسم المقاتل النهائي 24 وفريق بينافيدز ضد فريق سيهودو. هو جزء من المسلسل التلفزيوني الواقعي المقاتل النهائي من إنتاج يو إف سي.